# Valmy Féaux
Valmy Féaux (Nil-Saint-Vincent-Saint-Martin, 19 febbraio 1933) è un politico belga socialista e militante vallone.

## Biografia
Si è laureato in sociologia all'Université libre de Bruxelles (1956). Fino alla metà degli anni '60, ha lavorato nella sua università di origine, alla quale è tornato a metà degli anni '70, e ha anche fatto parte dell'amministrazione governativa, assumendo posizioni dirigenziali nei gabinetti politici dei ministri socialisti. È stato attivo nel Partito Socialista Belga e dopo la sua divisione dal 1978 nel PS vallone.
Nel 1965–1994 e di nuovo dal 2001 al 2003 è stato consigliere comunale a Ottignies-Louvain-la-Neuve. Dal 1989 al 1994 ha ricoperto la carica di sindaco. Nel 1977-1981 fece parte del Senato federale. Nel 1980-1994 è stato membro del Consiglio regionale vallone e nel 1988 è stato presidente di questo organo. Dal 1981 al 1994 è stato membro della Camera dei rappresentanti. Nel 1981, per diversi mesi, è stato ministro delle comunicazioni nei governi guidati da Wilfried Martens e Mark Eyskens. Fino al 1985 ha svolto funzioni di ministro nell'amministrazione della regione vallona.
Dal maggio 1988 al gennaio 1992 è stato ministro presidente della comunità francofona. Negli anni 1995–2000 ha diretto l'amministrazione della provincia del Brabante Vallone.